# Динамическое торможение
Динамическое торможение (электродинамическое торможение) — вид торможения, при котором сопротивление оказывает электродвигатель, выступающий в роли генератора, преобразующего механическую энергию в электрическую.

## Принцип действия
Этот тормозной режим используется для точной остановки двигателей. Во время торможения обмотка статора создаёт постоянное неподвижное магнитное поле. При вращении ротора относительно этого магнитного поля изменяется направление ЭДС ротора. При этом ток ротора будет зависеть от сопротивления в цепи ротора (если таковое имеется). Это приведет к изменению направления электромагнитного момента, то есть он станет тормозным и под действием этого момента происходит торможение. Кинетическая энергия вращающихся частей переходит в теплоту, выделяющуюся в цепи ротора за счет токов, индуктированных в ней неподвижным полем статора. Изменяя величину подведенного к обмотке статора напряжения либо сопротивление в цепи ротора, можно регулировать величину тормозного момента. Основными достоинствами этого тормозного режима являются возможность регулировать момент торможения и возможность точной остановки. Кроме этого данный режим позволяет поддерживать постоянную скорость вращения при приложенной внешней нагрузке. Постоянное напряжение можно подводить к обмотке статора только на время торможения. После остановки двигатель нужно отключить от сети постоянного тока.

## Применение
Данный вид торможения применяется, например, в подъёмно-транспортных машинах, в циркулярных пилах, в двухсистемных электровозах, в конвейерах для безопасной остановки механизмов при отключении электродвигателей и т. д.
Для реализации динамического торможения в промышленности используют Блоки Динамического Торможения (БДТ).